# 윤노덕
윤노덕(尹老德, 1889년 9월 19일 ~ 1979년 10월 23일)은 일제강점기의 기독교운동가, 사회사업가이다. 조선고아구제회의 창립 발기인이자 고아구제회 여자부회장을 역임했다. 감리교회의 초기 여자 장로의 한사람이기도 했다. 윤치오, 윤치소의 여동생이며 윤치영 前 국회부의장의 누나이다.  해위 윤보선 前 대통령, 윤일선 前 서울대학교 총장의 고모이고, 좌옹 윤치호의 사촌 여동생이기도 하다.

## 생애
윤영렬과 한진숙의 7남 3녀 중 둘째 딸로 태어났다. 일찍이 사촌 윤치호의 전도로 교회에 나가기 시작했으며, 1904년 이병도의 6촌 형 이병림과 결혼, 1907년에는 정동교회 전도부인에 의해 다시 정동교회에 입교하고, 시집 가족들을 전도하여 교회로 인도하였다. 이후 정동감리교회의 장로로 장립되었는데 그는 한국교회의 초기 여자 장로의 한사람이기도 하다. 그 후 활발한 교회활동을 했으며 '화생보육원' 사업을 뒷받침해 주는 등 사회사업에도 힘썼다.
또한 조선고아구제회가 창립될 때 발기인의 한 사람으로 참여하여 고아원 구제, 지원 활동을 하였다. 1939년 고아구제회에 부녀부를 설치할 때 그가 직접 주도하여 70여 명의 부녀회원을 모집하였다. 1935년에는 고아구제회 여자부회장에 선출되었다. 그해 1월에는 모금운동을 하여 경성 답십리동에 있는 경성고아원의 신축 자금을 기부하기도 하였다.
1950년 6ㆍ25 전쟁으로 피난갔을 때는 피난지인 경상북도 경주에서도 교회에 다니며 경주감리교회를 설립하는데 예배당 건립에 재산을 희사하였고, 이후 휴전 후에도 경주에 체류하며 경주감리교회에서 장로로 봉직하다가, 1957년 경기도 수원으로 이주하여 수원종로감리교회 장로로 활동했다. 만년에 다시 서울로 되돌아와 정동교회 원로장로로 추대되어 공로 표창을 받았으며 노환으로 별세했다. 훗날 서울 정동제일교회는 그녀의 공적을 기려 특별히 강당 이름을 윤노덕 홀이라 이름붙이기도 했다.

## 가족 관계
|                       |                       |                                     |                                     |                                     |                                     |                                     |                                     |  |  |                                                   |                                                   |                                                   |                                                   |                                                   |                                                   | 윤취동 (尹取東) 1798~1863 |  |                                     |                                     |                                     |                                     |                                     |                                     |  |  |                                     |                                     |                                     |                                     |                                     |                                     |                                     |                                     |                                     |                                     |                                     |                                     |                                     |                                     |  |  |                                     |                                     |                                     |                                     |                                     |                                     |                           |                           |                           |                           |                           |                           |                           |                           |                           |                           |  |  |                           |                           |                           |                           |                           |                           |  |  |           |           |           |           |           |           |
|                       |                       |                                     |                                     |                                     |                                     |                                     |                                     |  |  |                                                   |                                                   |                                                   |                                                   |                                                   |                                                   |                           |  |                                     |                                     |                                     |                                     |                                     |                                     |  |  |                                     |                                     |                                     |                                     |                                     |                                     |                                     |                                     |                                     |                                     |                                     |                                     |                                     |                                     |  |  |                                     |                                     |                                     |                                     |                                     |                                     |                           |                           |                           |                           |                           |                           |                           |                           |                           |                           |  |  |                           |                           |                           |                           |                           |                           |  |  |           |           |           |           |           |           |
|                       |                       |                                     |                                     |                                     |                                     |                                     |                                     |  |  |                                                   |                                                   |                                                   |                                                   |                                                   |                                                   |                           |  |                                     |                                     |                                     |                                     |                                     |                                     |  |  |                                     |                                     |                                     |                                     |                                     |                                     |                                     |                                     |                                     |                                     |                                     |                                     |                                     |                                     |  |  |                                     |                                     |                                     |                                     |                                     |                                     |                           |                           |                           |                           |                           |                           |                           |                           |                           |                           |  |  |                           |                           |                           |                           |                           |                           |  |  |           |           |           |           |           |           |
| 윤씨 (尹氏) 1835~1920 | 윤씨 (尹氏) 1835~1920 | 윤씨 (尹氏) 1835~1920               | 윤씨 (尹氏) 1835~1920               | 윤씨 (尹氏) 1835~1920               | 윤씨 (尹氏) 1835~1920               |                                     |                                     |  |  | 반계 윤웅렬 (磻溪 尹雄烈) 1840~1911 윤웅렬 가계도 | 반계 윤웅렬 (磻溪 尹雄烈) 1840~1911 윤웅렬 가계도 | 반계 윤웅렬 (磻溪 尹雄烈) 1840~1911 윤웅렬 가계도 | 반계 윤웅렬 (磻溪 尹雄烈) 1840~1911 윤웅렬 가계도 | 반계 윤웅렬 (磻溪 尹雄烈) 1840~1911 윤웅렬 가계도 | 반계 윤웅렬 (磻溪 尹雄烈) 1840~1911 윤웅렬 가계도 |                           |  |                                     |                                     |                                     |                                     |                                     |                                     |  |  |                                     |                                     |                                     |                                     | 연구 윤영렬 (蓮龜 尹英烈) 1854~1939 | 연구 윤영렬 (蓮龜 尹英烈) 1854~1939 | 연구 윤영렬 (蓮龜 尹英烈) 1854~1939 | 연구 윤영렬 (蓮龜 尹英烈) 1854~1939 | 연구 윤영렬 (蓮龜 尹英烈) 1854~1939 | 연구 윤영렬 (蓮龜 尹英烈) 1854~1939 |                                     |                                     |                                     |                                     |  |  |                                     |                                     |                                     |                                     |                                     |                                     | 한진숙 (韓鎭淑) 1851~1938 | 한진숙 (韓鎭淑) 1851~1938 | 한진숙 (韓鎭淑) 1851~1938 | 한진숙 (韓鎭淑) 1851~1938 | 한진숙 (韓鎭淑) 1851~1938 | 한진숙 (韓鎭淑) 1851~1938 |                           |                           |                           |                           |  |  |                           |                           |                           |                           |                           |                           |  |  |           |           |           |           |           |           |
| 윤씨 (尹氏) 1835~1920 | 윤씨 (尹氏) 1835~1920 | 윤씨 (尹氏) 1835~1920               | 윤씨 (尹氏) 1835~1920               | 윤씨 (尹氏) 1835~1920               | 윤씨 (尹氏) 1835~1920               |                                     |                                     |  |  | 반계 윤웅렬 (磻溪 尹雄烈) 1840~1911 윤웅렬 가계도 | 반계 윤웅렬 (磻溪 尹雄烈) 1840~1911 윤웅렬 가계도 | 반계 윤웅렬 (磻溪 尹雄烈) 1840~1911 윤웅렬 가계도 | 반계 윤웅렬 (磻溪 尹雄烈) 1840~1911 윤웅렬 가계도 | 반계 윤웅렬 (磻溪 尹雄烈) 1840~1911 윤웅렬 가계도 | 반계 윤웅렬 (磻溪 尹雄烈) 1840~1911 윤웅렬 가계도 |                           |  |                                     |                                     |                                     |                                     |                                     |                                     |  |  |                                     |                                     |                                     |                                     | 연구 윤영렬 (蓮龜 尹英烈) 1854~1939 | 연구 윤영렬 (蓮龜 尹英烈) 1854~1939 | 연구 윤영렬 (蓮龜 尹英烈) 1854~1939 | 연구 윤영렬 (蓮龜 尹英烈) 1854~1939 | 연구 윤영렬 (蓮龜 尹英烈) 1854~1939 | 연구 윤영렬 (蓮龜 尹英烈) 1854~1939 |                                     |                                     |                                     |                                     |  |  |                                     |                                     |                                     |                                     |                                     |                                     | 한진숙 (韓鎭淑) 1851~1938 | 한진숙 (韓鎭淑) 1851~1938 | 한진숙 (韓鎭淑) 1851~1938 | 한진숙 (韓鎭淑) 1851~1938 | 한진숙 (韓鎭淑) 1851~1938 | 한진숙 (韓鎭淑) 1851~1938 |                           |                           |                           |                           |  |  |                           |                           |                           |                           |                           |                           |  |  |           |           |           |           |           |           |
|                       |                       |                                     |                                     |                                     |                                     |                                     |                                     |  |  |                                                   |                                                   |                                                   |                                                   |                                                   |                                                   |                           |  |                                     |                                     |                                     |                                     |                                     |                                     |  |  |                                     |                                     |                                     |                                     |                                     |                                     |                                     |                                     |                                     |                                     |                                     |                                     |                                     |                                     |  |  |                                     |                                     |                                     |                                     |                                     |                                     |                           |                           |                           |                           |                           |                           |                           |                           |                           |                           |  |  |                           |                           |                           |                           |                           |                           |  |  |           |           |           |           |           |           |
|                       |                       |                                     |                                     |                                     |                                     |                                     |                                     |  |  |                                                   |                                                   |                                                   |                                                   |                                                   |                                                   |                           |  |                                     |                                     |                                     |                                     |                                     |                                     |  |  |                                     |                                     |                                     |                                     |                                     |                                     |                                     |                                     |                                     |                                     |                                     |                                     |                                     |                                     |  |  |                                     |                                     |                                     |                                     |                                     |                                     |                           |                           |                           |                           |                           |                           |                           |                           |                           |                           |  |  |                           |                           |                           |                           |                           |                           |  |  |           |           |           |           |           |           |
|                       |                       |                                     |                                     |                                     |                                     |                                     |                                     |  |  |                                                   |                                                   |                                                   |                                                   |                                                   |                                                   |                           |  |                                     |                                     |                                     |                                     |                                     |                                     |  |  |                                     |                                     |                                     |                                     |                                     |                                     |                                     |                                     |                                     |                                     |                                     |                                     |                                     |                                     |  |  |                                     |                                     |                                     |                                     |                                     |                                     |                           |                           |                           |                           |                           |                           |                           |                           |                           |                           |  |  |                           |                           |                           |                           |                           |                           |  |  |           |           |           |           |           |           |
|                       |                       | 동암 윤치오 (東庵 尹致旿) 1869~1950 | 동암 윤치오 (東庵 尹致旿) 1869~1950 | 동암 윤치오 (東庵 尹致旿) 1869~1950 | 동암 윤치오 (東庵 尹致旿) 1869~1950 | 동암 윤치오 (東庵 尹致旿) 1869~1950 | 동암 윤치오 (東庵 尹致旿) 1869~1950 |  |  | 동야 윤치소 (東野 尹致昭) 1871~1944               | 동야 윤치소 (東野 尹致昭) 1871~1944               | 동야 윤치소 (東野 尹致昭) 1871~1944               | 동야 윤치소 (東野 尹致昭) 1871~1944               | 동야 윤치소 (東野 尹致昭) 1871~1944               | 동야 윤치소 (東野 尹致昭) 1871~1944               |                           |  | 악연 윤치성 (岳淵 尹致晟) 1875~1936 | 악연 윤치성 (岳淵 尹致晟) 1875~1936 | 악연 윤치성 (岳淵 尹致晟) 1875~1936 | 악연 윤치성 (岳淵 尹致晟) 1875~1936 | 악연 윤치성 (岳淵 尹致晟) 1875~1936 | 악연 윤치성 (岳淵 尹致晟) 1875~1936 |  |  | 간송 윤치병 (澗松 尹致昞) 1880~1940 | 간송 윤치병 (澗松 尹致昞) 1880~1940 | 간송 윤치병 (澗松 尹致昞) 1880~1940 | 간송 윤치병 (澗松 尹致昞) 1880~1940 | 간송 윤치병 (澗松 尹致昞) 1880~1940 | 간송 윤치병 (澗松 尹致昞) 1880~1940 |                                     |                                     | 남강 윤치명 (南岡 尹致明) 1885~1944 | 남강 윤치명 (南岡 尹致明) 1885~1944 | 남강 윤치명 (南岡 尹致明) 1885~1944 | 남강 윤치명 (南岡 尹致明) 1885~1944 | 남강 윤치명 (南岡 尹致明) 1885~1944 | 남강 윤치명 (南岡 尹致明) 1885~1944 |  |  | 동산 윤치영 (東山 尹致暎) 1898~1996 | 동산 윤치영 (東山 尹致暎) 1898~1996 | 동산 윤치영 (東山 尹致暎) 1898~1996 | 동산 윤치영 (東山 尹致暎) 1898~1996 | 동산 윤치영 (東山 尹致暎) 1898~1996 | 동산 윤치영 (東山 尹致暎) 1898~1996 |                           |                           |                           |                           | 윤활란 (尹活蘭) 1884~1967 | 윤활란 (尹活蘭) 1884~1967 | 윤활란 (尹活蘭) 1884~1967 | 윤활란 (尹活蘭) 1884~1967 | 윤활란 (尹活蘭) 1884~1967 | 윤활란 (尹活蘭) 1884~1967 |  |  | 윤노덕 (尹老德) 1889~1979 | 윤노덕 (尹老德) 1889~1979 | 윤노덕 (尹老德) 1889~1979 | 윤노덕 (尹老德) 1889~1979 | 윤노덕 (尹老德) 1889~1979 | 윤노덕 (尹老德) 1889~1979 |  |  | 이름 미상 | 이름 미상 | 이름 미상 | 이름 미상 | 이름 미상 | 이름 미상 |

- 남편: 이병림(李丙琳), 역사학자 이병도의 6촌 형, 1남 4녀
  - 딸: 이영희, 이화여자대학교 음과대학 교수
  - 딸: 이달희
  - 사위: 한상준, 제6대 한양대학교 총장

- 할아버지: 윤취동(尹取東, 1798년 7월 18일 - 1863년 12월 21일)
- 할머니: 고령신씨(高靈申氏)
- 할머니: 안동김씨(安東金氏, 1800년? - 1900년 10월, 아버지 윤영렬, 큰아버지 윤웅렬 형제의 생모)
  - 고모: 해평윤씨(1835년 - 1920년)
  - 고모부: 이원시(李源始, 본관은 용인), 2남 2녀
    - 고종사촌: 용인이씨
    - 고종매부 : 이정구(李鼎九), 본관은 우봉

  - 큰아버지: 윤웅렬(尹雄烈, 1840년 4월 17일 - 1911년 9월 22일)
  - 큰어머니: 전주이씨(全州李氏, 1844년 9월 27일 - 1936년 2월 12일, 이름은 이정무)
    - 사촌 언니: 윤경희(尹慶姬, 1862년 - 1931년)
    - 사촌 오빠: 좌옹윤치호(佐翁尹致昊, 1864년 12월 26일 - 1945년 12월 9일)
- 큰어머니: 다옥(茶玉, 윤웅렬의 기생 첩)
- 큰어머니: 김정순(金貞淳, 1879년 3월 15일 - 1959년 11월 16일)
  - 사촌 동생: 남포윤치왕(南圃尹致旺, 1895년 2월 17일 - 1982년 12월 21일)
  - 사촌 올케: 이모임(李慕姙, ? - 사망, 이희덕(李熙悳)의 딸, 창씨명은 伊東慕姙)
  - 사촌 동생: 윤치창(尹致昌, 1899년 3월 5일 ~ 1973년 10월 1일)
  - 사촌 올케: 손진실(孫眞實, 1901년 - 1990년, 다른 이름은 원미(元美), 독립운동가 겸 대한민국 임시의정원 의장 손정도의 딸)
- 큰어머니 : 이름 미상, 윤웅렬의 첩
  - 사촌 동생: 윤길용(尹吉鏞, 1894년 - 요절)

- 아버지: 윤영렬(尹英烈, 1854년 4월 15일 - 1939년 11월 4일)
- 어머니: 청주한씨 한진숙(韓鎭淑, 1851년 ~ 1938년 2월 18일), 한말 전라도 관찰사와 경상도 관찰사, 육군 참장을 지낸 한진창(韓鎭昌)의 누이
  - 오빠: 동암윤치오(東庵尹致旿[2], 1869년 8월 5일 ~ 1950년 12월 22일)
  - 오빠: 동야윤치소[3] 東野尹致昭, 일본식 이름: 伊東致昭, 1871년 8월 25일 ~ 1944년 2월 20일)
    - 조카: 前 대통령 해위윤보선(海葦尹潽善, 1897년 8월 26일 ~ 1990년 7월 18일) 서울특별시장, 대한민국 대통령
    - 조카: 활천윤원선(活泉尹源善, 1910년 10월 27일 - 1971년 12월 16일) 경기도지사

  - 오빠: 악연윤치성(岳淵尹致晟, 1875년 음력 3월 2일 - 1936년 양력 8월 11일)
  - 오빠: 간송윤치병(澗松尹致昞, 1880년 음력 6월 4일 - 1939년 양력 1월 24일)
  - 오빠: 윤치명(尹致明, 1885년 음력 9월 - 1944년 양력 4월 21일)
    - 조카: 윤유선(尹裕善, 1910년 9월 3일 - 1987년)

  - 남동생: 동산 윤치영(東山尹致暎, 1898년 양력 2월 10일 - 1996년 양력 2월 9일)
  - 남동생: 이름 미상, 어려서 요절
  - 언니: 윤활란(尹活蘭, ? - ?, 5남 3녀를 둠)

- 서모: 이름 미상[4], 아버지 윤영렬의 첩
  - 이복 여동생: 윤씨(이름 미상, ? ~ ?)
    - 외조카딸: 허현자(許炫子)
    - 외조카사위: 김두만(金斗萬, 1927년 2월 16일 ~ , 전 공군참모총장, 대붕상사 회장 역임)
    - 진외종손: 김상우(金翔宇, 1954년 10월 14일 ~ , 정치가·국회의원, 정치학자)

  - 이복 동생: 윤치정(尹致晶)
  - 이복 동생: 윤치일(尹致日)

- 외증조부 : 한익상(韓益相, 1767년 ~ 1846년, 병조참판 역임)
- 외할아버지 : 한치원(韓致元, 1821년 ~ 1881년, 호는 동랑(冬郎), 부호군 역임)
  - 외삼촌 : 한진창(韓鎭昌, 1858년 1월 26일 ~ 1935년 2월 2일)

- 사돈 : 현진건(玄鎭健, 1900년 8월 9일 ~ 1943년 4월 25일) - 7촌 조카사위 현정건의 동생이며, 오빠 윤치오의 후처 현송자의 6촌 동생

## 같이 보기
- 이병도
- 이병림
- 윤보선
- 윤치소
- 윤치호

## 참고 문헌
- 동아일보 1931.04.29 7면 사회면
- 동아일보 1935.01.01 25면 사회면